# Aeropuerto Nacional Ingeniero Manuel Moreno Torres
El Aeropuerto Nacional Ingeniero Manuel Moreno Torres o Aeropuerto Nacional de Matehuala (Código OACI: MM67 - Código DGAC: MTH), es un pequeño aeropuerto ubicado al Noreste de Matehuala. Cuenta con una pista de aterrizaje asfaltada pero sin iluminar con orientación 03/21 de 2000 metros de largo y 26 metros de ancho así como una pequeña plataforma de aviación y hangares. Actualmente solo maneja aviación general, pues ninguna aerolínea opera regularmente. El aeropuerto es operado por el Patronato de la Aeropista Municipal de Matehuala, conformado por el Gobierno de San Luis Potosí así como el Ayuntamiento de Matehuala y su centro de comandancia es el Aeropuerto de San Luis Potosí. El aeropuerto tiene su nombre en honor al personaje nativo de Matehuala Manuel Moreno Torres.